# Maria Teresa Cybo-Malaspina
Maria Teresa Francesca Cybo-Malaspina (Novellara, 29 giugno 1725 – Reggio Emilia, 25 dicembre 1790), figlia ed erede di Alderano I Cybo-Malaspina e Ricciarda Gonzaga, fu la quinta duchessa sovrana di Massa e principessa di Carrara (1731–1790) e l'ultimo membro dei Cybo-Malaspina a governare su questi territori.
Come moglie di Ercole III d'Este, ultimo duca di Modena e Reggio degli Este e ultimo membro maschile del ramo diretto della sua dinastia, Maria Teresa fu anche duchessa consorte di Modena e Reggio (1780–1790).

## Biografia

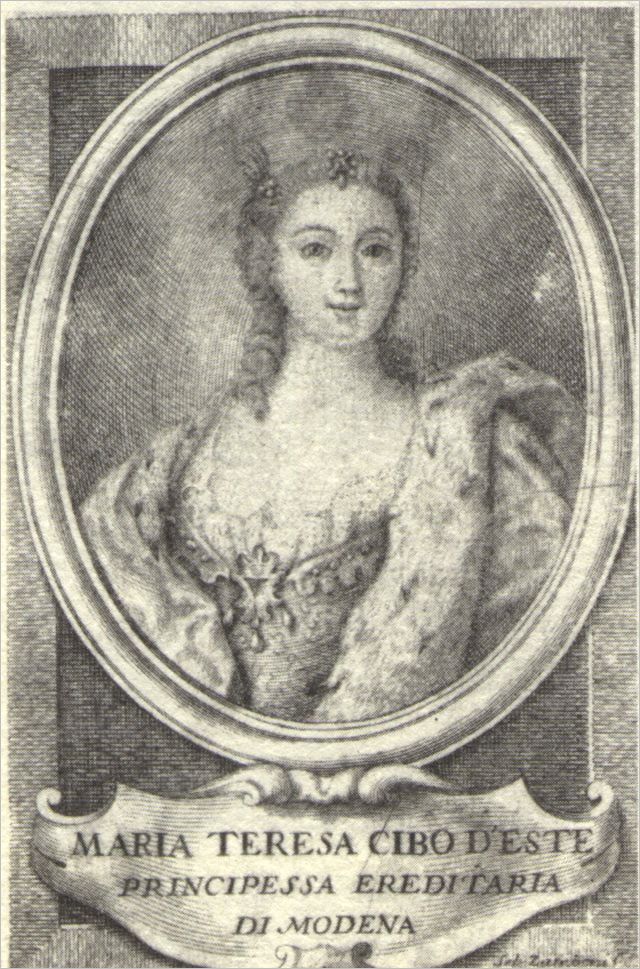
La duchessa Maria Teresa

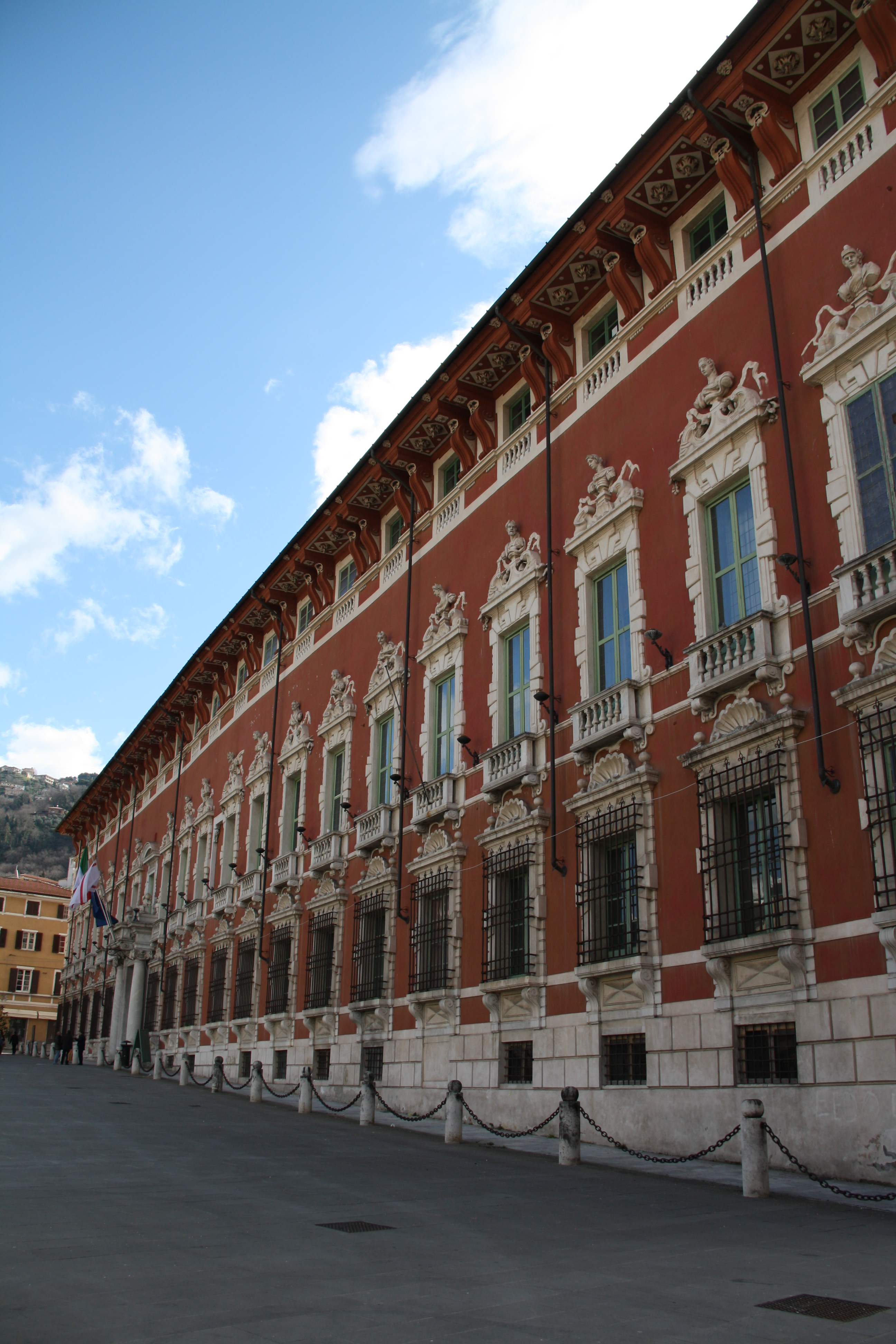
Il palazzo ducale di Massa

Maria Teresa era la figlia primogenita di Alderano I Cybo-Malaspina, duca di Massa, e di Ricciarda Gonzaga (1698-1768), discendente dal ramo gonzaghesco dei conti di Novellara. Aveva due sorelle minori, andate spose a nobiluomini italiani.
In forza del decreto del 16 luglio 1529 con cui l'imperatore Carlo V aveva concesso l'investitura del marchesato di Massa e signoria di Carrara suo jure a Ricciarda Malaspina, ava di Maria Teresa, ai suoi discendenti maschi o, in mancanza, anche alle femmine, nel ducato la legge salica non trovava applicazione, e dunque, quando il padre morì prematuramente nel 1731, toccò a lei di succedergli, sotto la reggenza della madre. La sua nuova posizione come sovrana dei due, per quanto piccoli, stati toscani, fece di lei un partito non privo di attrattiva.
Con l'intento di costituire nell'Italia centrale un secondo stato sabaudo, il famoso generale e principe Eugenio di Savoia, cadetto di un ramo collaterale della famiglia, richiese la mano della giovanissima duchessina per il suo pronipote Eugenio Giovanni Francesco di Savoia-Soissons, unico discendente maschio della sua linea familiare, ed ottenne il benestare dell'imperatore Carlo VI e del re di Sardegna Carlo Emanuele III, a cui lui guardava come al capo della famiglia. I capitoli matrimoniali vennero firmati a Vienna, dove il principe risiedeva, il 2 maggio 1732 e, nel mese di ottobre, furono ratificati mediante sottoscrizione di persona da parte della reggente e dei due promessi sposi durante una visita di cortesia del diciottenne conte a Massa: il matrimonio però non poté avere corso a causa della morte prematura del giovane, a Mannheim, il 23 novembre 1734.
La morte del pretendente sabaudo non determinò affatto l'affievolirsi dell'interessamento dell'imperatore per il matrimonio della duchessa di Massa, e, dopo che si erano fatti anche i nomi di un paio di principi di area tedesca, alla fine la scelta per la candidatura ricadde su Ercole Rinaldo d'Este, l'ultimo rampollo della dinastia regnante sul ducato di Modena e Reggio, il quale era addirittura due anni più giovane di Maria Teresa. Per gli Este i due piccoli stati toscani avrebbero costituito l'agognato sbocco al mare (dopo la perdita di Ferrara un secolo e mezzo prima).
Per alcuni anni però la reggente Ricciarda Gonzaga si dimostrò irriducibile nel rifiutare di prendere in considerazioni ulteriori candidature, data l'età ancora infantile della figliola. E questo nonostante che, per parte sua, non avesse ancora del tutto rinunciato alle sue aspirazioni sulla contea avita di Novellara e Bagnolo, un feudo imperiale rimasto vacante per la morte di suo fratello senza figli maschi (e ora transitoriamente affidato alla sua amministrazione), ciò che la metteva in condizioni di dipendere dal favore di Vienna.
Quando nel 1737 la duchessina ebbe compiuto dodici anni, l'imperatore tornò alla carica: lo zio di Ricciarda, il marchese Carlo Filiberto II d'Este di San Martino, fu di nuovo incaricato di tornare a Massa per riaprire le trattative, anche in rappresentanza del nuovo duca di Modena Francesco III d'Este, padre dello sposo. Questa volta Ricciarda accondiscese e i capitoli nuziali furono siglati il 20 marzo 1738. Alla sposa veniva attribuita una dote di centomila scudi, ma il duca di Modena si impegnava viceversa, di tasca sua, ad incrementare di ventimila scudi le doti spettanti alle due sorelle minori di Maria Teresa. A matrimonio avvenuto, la duchessa avrebbe associato il marito nel governo dei suoi stati, mentre il duca di Modena, che nel 1737 aveva ricevuto l'investitura imperiale della contea di Novellara e Bagnolo, si impegnava a permettere la separazione, in favore di Ricciarda Gonzaga, dei beni allodiali dalle ragioni feudali della contea, e, a matrimonio avvenuto, a lasciarne il pieno governo alla stessa Ricciarda vita natural durante, «così che al cedente non restasse che il diritto di sovranità, di cui non può spogliarsi».
Il matrimonio però dovette comunque essere posposto fino al 1741 in modo che il giovane Este arrivasse almeno alla soglia dei quattordici anni. Le nozze furono celebrate infine per procura a Massa il 16 aprile, con il già menzionato prozio di Maria Teresa, Carlo Filiberto d'Este di San Martino, a rappresentare lo sposo, ma la duchessina rimase in patria fino all'autunno, iniziando una fitta corrispondenza con il duca suo suocero, dalla quale traspariva il favore e la buona disposizione con cui la ragazzina aveva accolto il matrimonio.
I rapporti tra i due giovani, invece, si rivelarono subito burrascosi. Ercole Rinaldo non sopportava fin dall'inizio la moglie (e sarebbe poi arrivato a provare ribrezzo per lei) e la faceva segno di pubbliche manifestazioni di disprezzo, minacciando di rispedirla a Massa e invitandola a far, una buona volta, annullare il loro matrimonio: «Senta, capisco che Lei non è per me ed io non sono per Lei, perciò lo dichi al Duca che io sarò contento». Nella lettera disperata, in cui riferiva queste parole del marito, inviata al prozio nel marzo del 1742, la duchessina si lamentava del trattamento ricevuto, aggiungendo: 
(Citata in Alessandro Giulini, Nuovi documenti per le nozze Cybo Estensi, pp. 279-280)
I rapporti nella coppia continuarono ad essere tesi almeno fino alla metà del 1745, anche per le intemperanze extra-coniugali di Ercole Rinaldo, un donnaiolo impenitente a dispetto dell'età ancora adolescenziale, il quale viveva le sue avventure alla luce del sole, quasi con ostenzazione, e malgrado i ripetuti appelli di Maria Teresa al suocero e le ramanzine da questi dirette al figliolo (anche se il duca non era proprio figura da esser presa a modello in tema di corretti rapporti matrimoniali). Poi, però, dalla corrispondenza della duchessa, nel frattempo riparata a Venezia con il marito a seguito dell'occupazione austro-piemontese del ducato (che si protrarrà fino al 1748), si apprende di un inopinato notevole mutamento nella loro vita di coppia. «Gli dirò - scriveva Maria Teresa al suocero nel dicembre del 1746, - che sono molto contenta del principe, essendo egli tutto cambiato, ed avendo mutato maniere [...] Vi avrà la consolazione alla sua venuta di vederci passare molto di buona armonia insieme.»
I risultati di questa apparente "armonia" ritrovata si videro nel 1750, quando i due riuscirono finalmente a mettere al mondo una figlia, Maria Beatrice, ma essa si rivelò anche di breve durata e, quando nel 1753 nacque, ed entro pochi mesi morì, il loro primogenito maschio, era già convinzione generale che il degrado nei loro rapporti reciproci non avrebbe consentito la nascita di ulteriore discendenza. La coppia quindi si separò di fatto e le saltuarie rimostranze inoltrate da Maria Teresa tendevano sempre più a lasciar trasparire il sollievo derivante alla donna dalla consapevolezza che non avrebbero prodotto risultati. Nel gennaio del 1768, infine, Ercole Rinaldo chiese formalmente al padre la separazione dalla moglie, che divenne quindi, per così dire, ufficiale. Maria Teresa cercò allora di allontanarsi, per quanto possibile, dalla corte, visitando regolarmente d'estate i suoi stati toscani ed appartandosi sempre più spesso a Reggio Emilia, nel "vetusto Palazzo della Cittadella", dove, dopo il 1771, il suo soggiorno divenne permanente, allietato solo dalle visite dell'unica figlia Maria Beatrice e del genero Ferdinando d'Asburgo-Lorena.

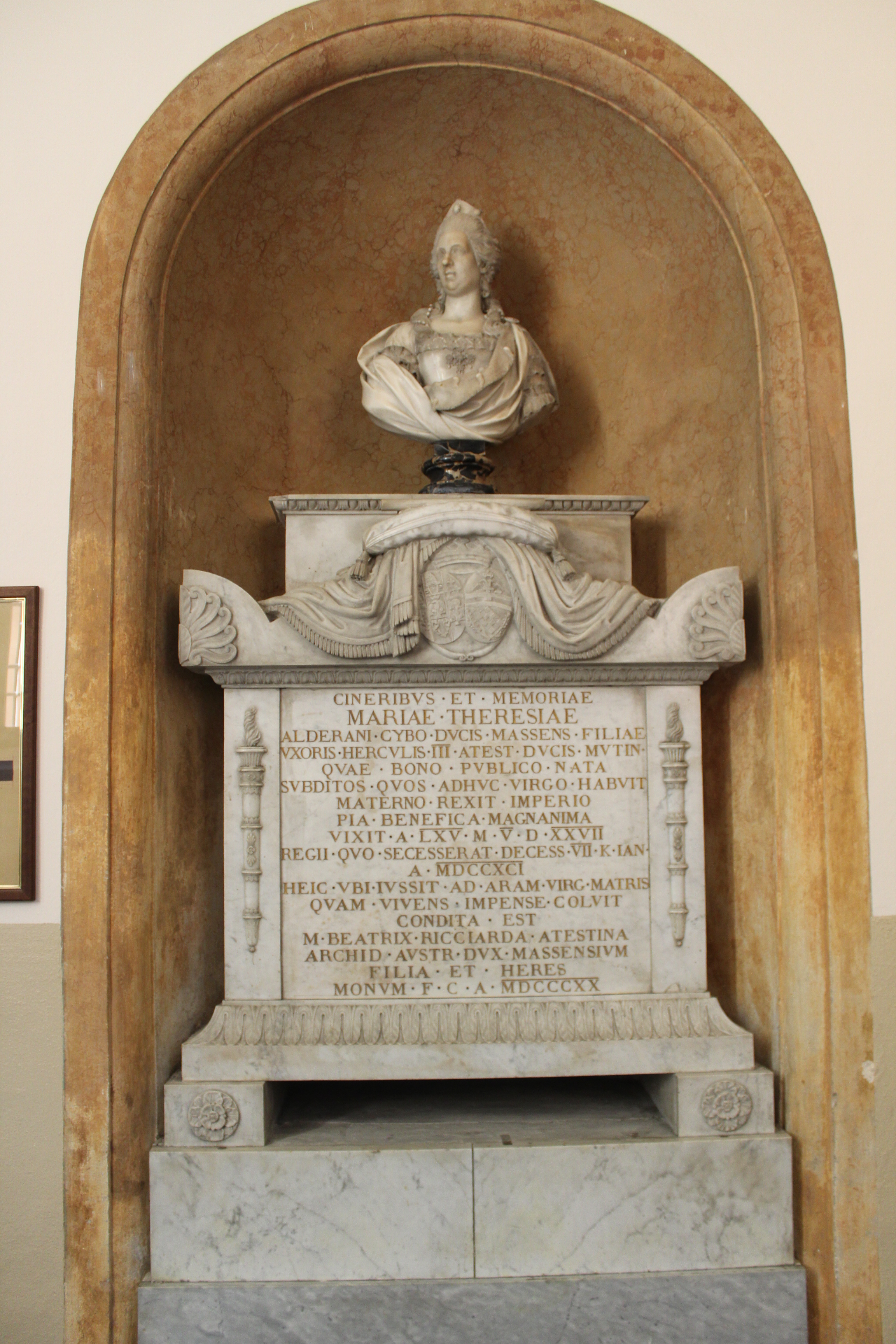
Monumento funebre di Maria Teresa Cybo D'Este, realizzato da Giuseppe Pisani con busto in marmo di Giovanni Antonio Cybei. Reggio Emilia, Basilica della Madonna della Ghiara

Nel luglio del 1790 Maria Teresa si recò come di consueto a Massa, dove il 4 settembre la raggiunsero figlia e genero. Avendola trovata sofferente in modo preoccupante, Maria Beatrice volle riaccompagnarla a Reggio, dove si trattenne ancora per qualche giorno, finché la madre non sembrò riprendersi. In effetti, però, soffriva di un cancro al seno che la portò alla morte il 26 dicembre dello stesso 1790. Com'era suo desiderio venne sepolta nella Basilica della Beata Vergine della Ghiara di Reggio Emilia.

## Governo illuminato
Nel giugno del 1744, avendo raggiunto la maggiore età, Maria Teresa fu formalmente investita del Ducato di Massa e del Principato di Carrara dall'imperatore Carlo VII e ricevette i pieni poteri dalla madre, la quale però continuo ad assisterla durante i suoi periodi di assenza da Massa fino alla sua morte nel 1768.
Maria Teresa, in linea con la sua epoca, praticò un governo illuminato dimostrando notevoli capacità amministrative.
Nel 1757 riformò l'economia carrarese tramite editti che concedevano gli agri marmiferi alle varie comunità paesane delle cave, fece proseguire e completare una strada che da Massa conducesse a Modena, l'odierna via Vandelli, cercò di creare a Massa un ospedale moderno e, in linea con il giuseppinismo dell'epoca, tentò una riforma del clero locale in vista della creazione da parte del Papa di una diocesi che comprendesse solamente il territorio del ducato, allora accorpato nella diocesi di Luni.

## L'Accademia di Carrara
Tra le molteplici opere di rinnovamento iniziate dalla Duchessa, una tra le principali è sicuramente la fondazione di un'Accademia d'Arte a Carrara. Nel 1757, accogliendo il suggerimento di Giovanni Domenico Olivieri, scultore carrarese che aveva vissuto alla corte di Spagna e collaborato alla fondazione dell'Accademia di Madrid, Maria Teresa aveva promulgato gli statuti di un'Accademia intitolata a San Ceccardo (vescovo di Luni e patrono di Carrara), che avrebbe dovuto curare la preparazione alle delle tre arti principali, pittura, scultura e architettura. Esisteva ovviamente in loco una precedente tradizione di avviamento alla scultura, che avveniva favorita dalla antica metodo della bottega: singoli privati avevano uno studio in Carrara -allora famoso come quello del Baratta al Baluardo- e si facevano mecenati dei propri allievi.
Il primo tentativo rimase però lettera morta se, dodici anni dopo, il 26 settembre 1769 Maria Teresa, con un successivo chirografo, sancisse l'atto di fondazione ufficiale dell'Accademia di Belle Arti di Carrara, eliminando però dal suo statuto il corso di Pittura: furono infatti istituite le sole sezioni della Scuole di Scultura e di Architettura perché l'Accademia, così creata, promuovesse lo sviluppo di arti legate alla locale industria e il commercio del marmo. Il Direttore primario della Scuola di Scultura fu Giovanni Antonio Cybei; l'ispettore della Scuola di Architettura fu Filippo Del Medico, che progettò anche la sede dell'Accademia (l'attuale Palazzo Rosso, che ospita ora la Biblioteca Civica locale), i cui lavori iniziarono nel 1771.
Nel 1781 Maria Teresa istituì una tassa sui marmi per finanziare i costi della scuola ma la morte della fondatrice nel 1790, la lontananza dalla città della nuova duchessa, che risiedeva a Milano con il marito e la bufera giacobina portarono in decadenza l'istituzione, che si riprese quando lo stile Impero prima e il neoclassicismo dopo riportarono in auge architetture e sculture marmoree.

## Discendenza
Dopo la nascita dei primi due figli la coppia visse separata:
- Maria Beatrice Ricciarda (Modena, 7 luglio 1750 - Vienna, 14 novembre 1829), ultima duchessa di Massa e principessa di Carrara;
- Rinaldo Francesco (Modena, 4 gennaio 1753 - 5 maggio 1753).

## Ascendenza
|                             |                    |                                            | Genitori                                       |  |  | Nonni |  |  | Bisnonni                   |  |  | Trisnonni              |  |
|                             |                    |                                            |                                                |  |  |       |  |  | Alberico II Cybo-Malaspina |  |  | Carlo I Cybo-Malaspina |  |
|                             |                    |                                            |                                                |  |  |       |  |  | Alberico II Cybo-Malaspina |  |  | Carlo I Cybo-Malaspina |  |
|                             |                    | Brigida Spinola, patrizia genovese         |                                                |  |  |       |  |  | Alberico II Cybo-Malaspina |  |  |                        |  |
| Carlo II Cybo-Malaspina     |                    |                                            |                                                |  |  |       |  |  | Alberico II Cybo-Malaspina |  |  |                        |  |
|                             |                    | Fulvia Pico della Mirandola                | Alessandro I Pico della Mirandola              |  |  |       |  |  |                            |  |  |                        |  |
|                             |                    | Fulvia Pico della Mirandola                | Alessandro I Pico della Mirandola              |  |  |       |  |  |                            |  |  |                        |  |
|                             |                    | Fulvia Pico della Mirandola                | Laura d'Este                                   |  |  |       |  |  |                            |  |  |                        |  |
| Alderano I Cybo-Malaspina   |                    | Fulvia Pico della Mirandola                |                                                |  |  |       |  |  |                            |  |  |                        |  |
|                             |                    | Cardinale Camillo Pamphili                 | Pamphilio Pamphili                             |  |  |       |  |  |                            |  |  |                        |  |
|                             |                    | Cardinale Camillo Pamphili                 | Pamphilio Pamphili                             |  |  |       |  |  |                            |  |  |                        |  |
|                             |                    | Cardinale Camillo Pamphili                 | Olimpia Maidalchini                            |  |  |       |  |  |                            |  |  |                        |  |
| Teresa Pamphili             |                    | Cardinale Camillo Pamphili                 |                                                |  |  |       |  |  |                            |  |  |                        |  |
|                             |                    | Olimpia Aldobrandini                       | Giorgio Aldobrandini                           |  |  |       |  |  |                            |  |  |                        |  |
|                             |                    | Olimpia Aldobrandini                       | Giorgio Aldobrandini                           |  |  |       |  |  |                            |  |  |                        |  |
|                             |                    | Olimpia Aldobrandini                       | Ippolita Ludovisi                              |  |  |       |  |  |                            |  |  |                        |  |
| Maria Teresa Cybo-Malaspina |                    | Olimpia Aldobrandini                       |                                                |  |  |       |  |  |                            |  |  |                        |  |
|                             | Alfonso II Gonzaga | Camillo II Gonzaga                         |                                                |  |  |       |  |  |                            |  |  |                        |  |
|                             | Alfonso II Gonzaga | Camillo II Gonzaga                         |                                                |  |  |       |  |  |                            |  |  |                        |  |
|                             | Alfonso II Gonzaga | Catalina d'Avalos d'Aquino d'Aragona       |                                                |  |  |       |  |  |                            |  |  |                        |  |
| Camillo III Gonzaga         | Alfonso II Gonzaga |                                            |                                                |  |  |       |  |  |                            |  |  |                        |  |
|                             |                    | Ricciarda Cybo Malaspina                   | Carlo I Cybo-Malaspina                         |  |  |       |  |  |                            |  |  |                        |  |
|                             |                    | Ricciarda Cybo Malaspina                   | Carlo I Cybo-Malaspina                         |  |  |       |  |  |                            |  |  |                        |  |
|                             |                    | Ricciarda Cybo Malaspina                   | Brigida Spinola, patrizia genovese             |  |  |       |  |  |                            |  |  |                        |  |
| Ricciarda Gonzaga           |                    | Ricciarda Cybo Malaspina                   |                                                |  |  |       |  |  |                            |  |  |                        |  |
|                             |                    | Sigismondo d'Este, marchese di San Martino | Filippo d'Este, marchese di Lanzo              |  |  |       |  |  |                            |  |  |                        |  |
|                             |                    | Sigismondo d'Este, marchese di San Martino | Filippo d'Este, marchese di Lanzo              |  |  |       |  |  |                            |  |  |                        |  |
|                             |                    | Sigismondo d'Este, marchese di San Martino | Margherita di Savoia                           |  |  |       |  |  |                            |  |  |                        |  |
| Matilde d'Este              |                    | Sigismondo d'Este, marchese di San Martino |                                                |  |  |       |  |  |                            |  |  |                        |  |
|                             |                    | Principessa Teresa Maria Grimaldi          | Ercole Grimaldi, principe ereditario di Monaco |  |  |       |  |  |                            |  |  |                        |  |
|                             |                    | Principessa Teresa Maria Grimaldi          | Ercole Grimaldi, principe ereditario di Monaco |  |  |       |  |  |                            |  |  |                        |  |
|                             |                    | Principessa Teresa Maria Grimaldi          | Aurelia Spinola dei principi della Molietta    |  |  |       |  |  |                            |  |  |                        |  |
|                             |                    | Principessa Teresa Maria Grimaldi          |                                                |  |  |       |  |  |                            |  |  |                        |  |